# Weissia barbula
Weissia barbula là một loài rêu trong họ Pottiaceae. Loài này được (Schwägr.) Mitt. mô tả khoa học đầu tiên năm 1869.